# Горбунов, Матвей Алексеевич
Матве́й Алексе́евич Горбуно́в (13 [26] июня 1903, Тигинево — 8 мая 1975, Москва) — советский театральный и общественный деятель, педагог, заслуженный деятель искусств Чувашской АССР (1962); кандидат философских наук; ректор ГИТИСа в 1949—1968 годах.

## Биография
Матвей Горбунов родился в деревне Тигинево Трубчевского района Брянской области. В 1924 году вступил в РКП(б) и в течение ряда лет находился на комсомольской и партийной работе. В 1932 году он окончил философский факультет Коммунистического университетата им. Покровского, а в 1936—1938 годах учился в Институте красной профессуры. С 1932 года Горбунов занимался педагогической деятельностью.
В 1942 году Горбунов был призван в армию и оставался военнослужащим до ноября 1954 года. При этом с 1948 года (и по 1966-й) он преподавал в Высшей партийной школе при ЦК КПСС, с 1963 года был профессором по кафедре философии. Одновременно в 1949 году Горбунов был назначен директором  (позже он стал именоваться ректором) Государственного института театрального искусства (ГИТИСа).

### На посту ректора ГИТИСа
Горбунов пришёл в ГИТИС после увольнения с поста директора — в порядке «борьбы с космополитизмом» — Стефана Мокульского. Никакого отношения к театральному искусству он не имел ни до, ни после; в 1961 году написал для Театральной энциклопедии большую статью о ГИТИСе, но это было его единственное прикосновение к театроведению. Никаких званий Горбунов в то время не имел, кроме выслуженного в армии звания подполковника, и воспринимался в ГИТИСе как человек военный.
Вадим Гаевский, учившийся в ГИТИСе в первые послевоенные годы, рассказывал, как его трижды отчисляли из института по политическим мотивам и все три раза Горбунов его восстанавливал. Гаевский объяснял это тем, что новый директор, как человек военный, «особистов ненавидел больше, чем кого бы то ни было». Юрий Коноплянников утверждал, что ненависть к «особистам» здесь ни при чём — Горбунов был добрейшим человеком и жалел студентов. В годы его правления, по свидетельству Коноплянникова, в институте ходила поговорка: «В ГИТИС практически попасть невозможно, а чтобы вылететь из него — надо, по крайней мере, милиционера убить».
И студенты Горбунова любили, его то ли шутки, то ли ляпы передавали из поколения в поколение, подражая его своеобразному говору «с характерными речевыми дефектами с примесью украинизмов». Пример его специфического юмора приводит в своей книге Михаил Буткевич, выпускник и педагог ГИТИСа. Во время прощания с Николаем Горчаковым, заведовавшим кафедрой режиссуры, Горбунов, стоя в почётном карауле, шептал Николаю Петрову, указывая глазами на покойника: «Николай Васильищ, хощешь на ехо место? Соглашайся, соглашайся, пока вакансия — тебе первому предлахаю».
«Он всё время шутил и острил, — вспоминал Иосиф Райхельгауз, — и никто не мог понять, то ли он полный идиот, то ли так иронично относится ко всему…». У М. Буткевича было больше времени, чтобы изучить ректора: «…Получеловек-полуперсонаж, добрейший мужик, философ-мудрец, скрывшийся на всю жизнь за нелепым обличьем законченного дурака. Идиотическая маска русского местного шута-затейника была разработана им для себя так изобретательно, что подходила к любой жизненной ситуации плотно и точно; она позволяла успешно расхлебывать все ректорские проблемы, выходить из самых затруднительных положений…».
Затруднительное положение сложилось и в сентябре 1968 года, когда распоряжением свыше от преподавания на режиссёрском факультете был отстранён Анатолий Эфрос, несмотря на относительную молодость уже обладавший и именем, и немалым количеством поклонников среди театральной молодёжи. Разочарованные студенты-первокурсники наотрез отказались учиться у Бориса Равенских, а у Павла Хомского некорректной шуткой отбили желание их учить. Горбунов привёл к ним команду педагогов во главе с Андреем Поповым; И. Райхельгауз кратко пересказывает его представление так: «Вот Андрей Алексеевич Попов. Это сын Алексея Дмитриевича Попова, выдающегося деятеля современного театра, заведующего кафедрой режиссуры, который учил таких вот студентов, как вы, учил-учил и умер. А ещё у вас будет преподавать Ирина Ильинична Судакова, дочь известнейшего мхатовского режиссёра Ильи Судакова, который тоже преподавал в нашем институте. И студенты, такие же, как вы, его довели, и он умер». На 42-летнего Буткевича, не имевшего известных родителей, Горбунов не стал тратить слова: «Ну, что тут хаварить? — молодой педахох, а с молодого какой спрос?»
Педагоги после столь двусмысленного представления не знали куда деть глаза, молодые поклонники Эфроса злорадствовали, а для Горбунова это представление педагогов студентам стало последним.

## Сочинения
- Философские и общественно-политические взгляды А. Н. Радищева, М., 1949
- Общественно-политические и философские взгляды М. В. Ломоносова и А. Н. Радищева, М., 1950